# 微药野青茅
微药野青茅（学名：Deyeuxia nivicola）为禾本科野青茅属下的一个种。

## 扩展阅读
- 維基物種上的相關：微药野青茅